# Ботян
Ботян (рум. Botean) — село у повіті Біхор в Румунії. Входить до складу комуни Інеу.
Село розташоване на відстані 426 км на північний захід від Бухареста, 17 км на схід від Ораді, 116 км на захід від Клуж-Напоки.

## Населення
За даними перепису населення 2002 року у селі проживали 698 осіб.
Національний склад населення села:
| Національність | Кількість осіб | Відсоток |
| -------------- | -------------- | -------- |
| румуни         | 675            | 96,7%    |
| цигани         | 20             | 2,9%     |

Рідною мовою назвали:
| Мова      | Кількість осіб | Відсоток |
| --------- | -------------- | -------- |
| румунська | 677            | 97,0%    |
| циганська | 19             | 2,7%     |